# Misfits (serie de televisión)
Misfits es una serie británica que mezcla ciencia ficción, humor y drama. Trata sobre un grupo de jóvenes con comportamientos antisociales obligados a trabajar en un programa de servicios a la comunidad (community payback). Durante el servicio, una extraña tormenta les dotará de superpoderes que se irán desvelando a lo largo de la serie.
Se empezó a emitir el 12 de noviembre de 2009, en la cadena de televisión británica E4, y fue producida por Clerkenwell Films. Fue ganadora de un premio BAFTA en 2010 al «Mejor drama».
La segunda temporada se estrenó el 11 de noviembre de 2010. Más tarde, el 10 de abril de 2011 se anunció que el actor Robert Sheehan (Nathan) no volvería para la tercera temporada.
. La tercera temporada fue estrenada en otoño de 2011, gracias al aumento continuo de audiencia hasta llegar a los 1,2 millones de espectadores en el último capítulo de la segunda temporada (sin contar el especial de Navidad).
El 17 de diciembre de 2011 se anunció la renovación de la serie para una cuarta temporada. Posteriormente, con la emisión del último capítulo de la tercera temporada, se confirmó que los actores Iwan Rheon y Antonia Thomas no regresarían para la cuarta temporada.
En España fue emitida en el canal MTV con audiencias positivas para la media del canal, mientras que en Cataluña fue emitida las tres primeras temporadas en 3XL. Entre marzo y abril de 2011 se emitieron las temporadas 1 y 2 de Misfits, y la tercera temporada comenzó a emitirse en la primavera de 2012 entre mayo y junio. La cuarta temporada de Misfits fue estrenada el 28 de octubre de 2012. La serie fue renovada para una quinta y última temporada de otros 8 capítulos. El último episodio se emitió el 22 de diciembre de 2013. En Latinoamérica la serie completa fue transmitida por el canal de cable I.Sat.

## Argumento

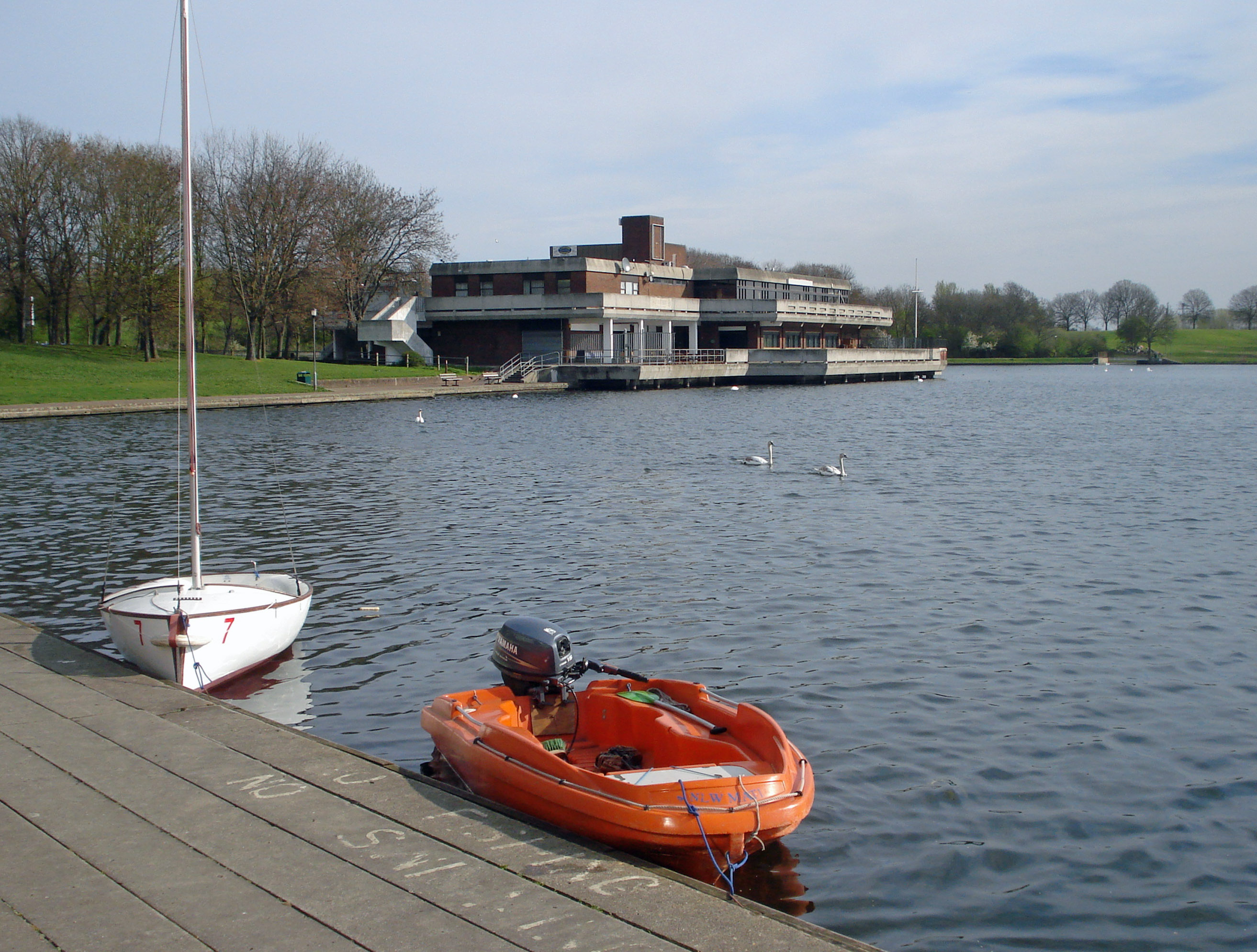
Decorado de la serie británica Misfits.

Misfits cuenta la historia de cinco problemáticos chicos adolescentes que están cumpliendo servicios a la comunidad por actos vandálicos. Durante una tormenta, el grupo, al igual que toda la ciudad, es alcanzado por un rayo y adquieren poderes especiales. A pesar de que su vida continua con normalidad, pronto sus nuevos poderes alterarán el transcurso de los acontecimientos.
Estos poderes se irán descubriendo a lo largo de la primera temporada. Kelly (Lauren Socha) recibe el don de la telepatía, Curtis (Nathan Stewart-Jarrett) adquiere la capacidad de volver atrás en el tiempo, Alisha (Antonia Thomas) puede enviar a la gente a un frenesí sexual cuando tocan su piel, Simon (Iwan Rheon) puede hacerse invisible y Nathan (Robert Sheehan) es inmortal y puede hablar con los muertos.
Los protagonistas y los poderes especiales irán cambiando con el transcurso de las temporadas. 

## Personajes

### Protagonistas

#### Rudy Wade (desde temporada 3)
Este personaje, interpretado por Joseph William "Joe" Gilgun, aparece por primera vez en el capítulo especial Vegas baby!, que nos narra qué es lo que le ocurre a Nathan. Este nuevo personaje se une a la pandilla tras ingresar en los servicios comunitarios, y arrastrarlos a todos de nuevo a los servicios por conducir un coche robado en el primer episodio de la tercera temporada. Rudy es un personaje extrovertido, impulsivo y que no piensa en las consecuencias de sus actos ni en los sentimientos de los demás. Podría decirse que es el nuevo gracioso del grupo tras la ausencia de Nathan. Rudy tiene el poder de separarse en dos, todos con el mismo cuerpo pero distinta personalidad. El primero (Rudy 1) se deja llevar por sus deseos e impulsos, el segundo (Rudy 2) es más sentimental y piensa más en el daño que causa al resto o en los riegos de sus actos y el último un Rudy con una personalidad homicida, vengativa y perversa. El Rudy original es una mezcla de los tres. Cuando los sentimentalismos y las emociones van ganando terreno, salen de su cuerpo como el Rudy sentimental, mientras que el tercer Rudy fue engañado por los primeros dos y llevado a prisión. Rudy y Alisha tuvieron un encuentro amoroso en el pasado que provocó un trauma al Rudy sentimental. En el penúltimo capítulo de la 3.ª temporada se le conoce otro trauma (esta vez al Rudy original) ya que había descubierto a sus padres manteniendo relaciones sexuales mientras su madre vestía un traje de animadora. En la cuarta temporada el tercer Rudy sale de prisión y trata de vengarse de los otros dos, teniendo una fijación por Jess en el proceso aunque es asesinado por está al tratar de matarla. Durante la quinta el Rudy original comienza a enamorarse de Jess e incluso comienzan una relación.
PODERES: Zoofilia Inducida Emocionalmente (Temp. 3-5)

#### Jess (desde temporada 4)
Jees (Karla Crome) es inteligente y elocuente. Es el tipo de persona que dice lo que el resto no se atreve a decir, además de mostrarse dura y agresiva con todos. Durante la temporada ella le cuenta a Rudy (El tercer Rudy) que alguien a quien consideraba su amigo solo la utilizó para tener sexo, lo que provocó que entrara en depresión y tratara de suicidarse, siendo esta la razón por la que se comporta de esa manera con todos. Al principio sentía algo por Finn, pero conoce a Alex y mantiene una relación estable hasta que lo encuentra con una chica en la cama, terminando su relación, posteriormente en la 5.ª temporada iniciaría una relación con Rudy 1.
PODERES: Rayos X (Temp. 4-5)

#### Finn (desde temporada 4)
Finn (Nathan McMullen) tiene una visión infantil, ingenua y optimista de la vida, siempre está dispuesto a agradar al resto y es entusiasta y divertido. A pesar de eso, tiene a una chica encerrada en su departamento, la cual resulta ser su novia, quien poseía el poder del control sobre las personas. Ella lo obligaba a hacer todo lo que quería pero el poder dejaba de hacer efecto si se alejaba. Él se dio cuenta de lo que ella le había hecho y la amordazó y la encerró en su habitación para que no pudiera usar su poder sobre él. Está enamorado de Jess pero no puede conseguir nada formal ya que esta se encuentra con Alex primero, y posteriormente con Rudy 1. Aunque sus poderes telekineticos son bastante débiles conforme pasa el tiempo esta va mejorando su fuerza.
PODERES: Telequinesis (Temp. 4-5)

#### Alex (desde capítulo 4.2)
Alex (Matt Stokoe) es un joven atractivo, simpático y amable con todo el mundo, pero tiene un miedo terrible a las relaciones con las mujeres por razones desconocidas. Tarda en unirse al grupo ya que no se encuentra realizando los servicios comunitarios que el resto lleva a cabo. Jess trata de relacionarse con el pero siempre la rechaza, lo que provoca que se enfade con el y este al apreciarla le cuenta su secreto: Alex fue víctima de un transexual (originalmente mujer) que con un poder provocó que intercambiaran órganos sexuales. Alex ahora busca al hombre que tiene su miembro, después de recuperarlo este vuelve a ser el chico presumido y superficial que era antes engañando a Jess con otra chica. Al final de la cuarta temporada es apuñalado por uno los 4 jinetes del Apocalipsis lo que le perfora un pulmón haciendo que le sea trasplantando uno nuevo, adquiriendo el poder de remover poderes cuando tiene sexo con otro afectado por la tormenta.
PODERES: Eliminación de Poderes

#### Abbey Smith (desde capítulo 4.6)
Abby (Natasha O'Keeffe) es una chica que Finn, Jess, Rudy y Alex conocen en la fiesta de Richard Saunders. Es una chica atractiva, graciosa y que casi siempre esta drogada o ebria. Pretende ser parte del servicio comunitario después de que la encontraran semi-inconsciente en los vestuarios. Dice haber perdido la memoria ya que no recuerda nada después de la tormenta. Al ser descubierta por el encargado del centro comunitario, es integrada al grupo. Durante la quinta temporada se descubre que ella es un ser creado por un poder (parecida al conejo Blanco o a Rudy 2) por eso no tiene ningún recuerdo pasado, saliendo de la imaginación de una chica llamada Laura.
PODERES: Ninguno, es una manifestación creada por el poder de Laura

#### Nathan Young (temporadas 1 y 2)
Nathan (Robert Sheehan) es engreído y agudo, y el último del grupo en descubrir su poder. Dice que fue obligado a hacer los servicios comunitarios por comerse unos caramelos. Más tarde es revelada la razón: provoca un disturbio en una bolera provocando al encargado tras haberse comido unas gominolas y negarse a pagarlas. Luego rechaza la ayuda de su padre al intentar evitar su arresto. Tras echarle su madre de casa, cansada de que este le boicotee su vida amorosa constantemente, Nathan se convierte en un sin techo y pasa a vivir a escondidas en el centro comunitario. Además, está enfadado con su padre por haberlos abandonado. Tiene un problema para recordar los nombres de la gente y está continuamente excitado.
Nathan dedica mucho tiempo tratando de averiguar cuál es su poder. Finalmente, cuando muere al caer de un edificio en el último capítulo de la primera temporada ensartado en una valla, descubre que su poder es el de la inmortalidad al despertarse recuperado dentro de un ataúd. Su poder va mejorando gradualmente, de forma que aunque al principio tardaba varios días en resucitar, después apenas tarda unos minutos. Posteriormente, también es revelado que tiene el poder de ver a los muertos, dándose cuenta en el momento en el que descubre que su hermano está muerto mientras él lo sigue viendo.
Al final de la segunda temporada vende su poder, al igual que sus compañeros, y adquiere uno nuevo, que le convierte en un ilusionista. Viaja a Las Vegas con el fin de hacerse rico empleando su poder para hacer trampas. Al final, en un casino lo descubren por un pequeño error y lo encarcelan en una prisión estadounidense. A partir de la tercera temporada Robert Sheehan no aparecería en la serie.
PODERES: Inmortalidad (Temp. 1-2) / Deformación de la Realidad (Especial "Vegas, Baby")

#### Simon Bellamy (temporadas 1 a 3)
Simon (Iwan Rheon) es un chico tímido y marginado que es condenado a servicios sociales tras intentar quemar la casa de un antiguo compañero de instituto que le daba de lado. Tras la tormenta adquiere el poder de la invisibilidad. Al principio es incapaz de controlar su poder y tan sólo puede utilizarlo cuando se siente ignorado o nadie lo ve. Esto provoca que al principio el resto del grupo dude de que su poder sea real. El primero en creer a Simon es Curtis, ya que este le cuenta que estaba en el baño mientras él y Alisha mantenían relaciones. En un principio, el poder de Simon le causa un gran dolor, llegando incluso a caerse al suelo. Sin embargo, más adelante demuestra tener un gran dominio sobre su poder y consigue hacerse invisible con rapidez. Simon es la persona más inteligente de la pandilla. Esto queda reflejado en diversas ocasiones en la que saca de líos a sus compañeros con sus ideas. Cuando es condenado a los servicios comunitarios, Simon era una persona sin amigos, nadie quería quedar con él. Su afición es editar vídeos que graba con su teléfono móvil.
También está registrado en una red social para conocer gente donde conoce a una chica que aparentemente está interesada en él. Ella se niega a enviarle ninguna foto y lo único que sabe de ella es su nombre de usuario: shygirl18. Esta misteriosa chica resulta ser Sally, la prometida del monitor de los servicios comunitarios que matan en defensa propia, cuando este se vuelve loco e intenta agredirles. Ella ve a Simon como el más vulnerable de la pandilla, así que intenta acercarse a él para sonsacarle información. Simon lo averigua y termina matándola accidentalmente tras un forcejeo.
Mientras va avanzando la historia, Simon va cambiando poco a poco. Comienza a ganar seguridad en sí mismo y demuestra liderazgo en situaciones difíciles.
Cuándo el hermano de Nathan le introduce una droga en su cerveza, se invierte su poder y comienza a atraer a todo el mundo. Más adelante, cuando aparece su 'yo futuro', Alisha se enamora de él. Gracias a ella comienza a ganar la seguridad en sí mismo que necesita para transformarse. A lo largo de la tercera temporada se ve a un Simon totalmente integrado, más abierto y extrovertido, siendo uno más del grupo. También practica el parkour y hace ejercicio. En el último capítulo de la tercera temporada matan a Alisha, por lo que Simon le pide a Seth el poder de volver atrás en el tiempo (distinto al que tiene Curtis, ya que este último es sin retorno) y vuelve al principio convertido en 'El chico de la máscara'.
PODERES: Invisibilidad (temporadas 1-2) / Precognición (Temp. 3) / Viajar atrás en el tiempo (Cap. 3.8) / Inmunidad a Otros Poderes (Cap. 3.8)

#### Alisha Daniels (temporadas 1 a 3)
Alisha (Antonia Thomas) es una joven que realiza trabajos comunitarios tras ser detenida por conducir bajo los efectos del alcohol. Tras la tormenta, Alisha recibe el poder de poner en un frenesí sexual a hombres o mujeres. Todo persona que toca su piel desea tener sexo con ella y describe sus deseos en voz alta y de forma excesivamente gráfica. Tras ser afectados, los hombres que han estado en contacto con ella no recuerdan nada de lo que han dicho o hecho.
En un principio Alisha disfruta su poder, llegando incluso a abusar del mismo, pero llega un momento en el que se siente sola y llega a verlo como una maldición. Trata de mantener una relación con Curtis y, aun no pudiéndose tocar, mantienen relaciones masturbándose el uno frente al otro.
Alisha es la única de la pandilla que conoce la verdadera identidad de El chico de la máscara y, tras enamorarse de este, decide romper con Curtis. Ella inicia una relación con El chico de la máscara ya que este puede tocarla sin problemas, su poder no tiene efecto sobre él. Durante esta relación Alisha va descubriendo hechos y secretos que van cambiando ligeramente su forma de ser.
Cuando en una discoteca se toma una droga que le proporciona el hermano de Nathan, su poder se invierte de modo que toda la gente que entra en contacto con ella siente repulsión y hacen lo posible por separarse de ella, llegando incluso a agredirla.
Alisha decide recurrir a Seth, el traficante de poderes para que le quite su poder y más adelante, en la tercera temporada, adquiere el poder de ver a través de los ojos de otras personas que utiliza para localizarlos, o para ver que hacen.
Alisha es asesinada en el último capítulo de la tercera temporada a manos de Rachel, una manipuladora a la que Nathan mata al final de la primera temporada y que vuelve de entre los muertos a manos de un medium buscando venganza.
PODERES: Inducción a Hipersexualidad por Contacto (Temp. 1-2) / Clarividencia (Temp. 3)

#### Kelly Bailey (temporadas 1 a 3)
Kelly (Lauren Socha) es una joven que está en los servicios comunitarios debido a una pelea que mantuvo con otra joven que la insulta en una discoteca. Tras la tormenta es la primera en descubrir su poder. Es telépata, por lo que oye los pensamientos de otras personas y de los animales. Tiene un acento especial a la hora de hablar.
Se siente atraída por Nathan, pero tiene miedo de causarle daño y decide que deben ser sólo amigos, cosa que le demuestra cuándo sus poderes se invierten debido a la droga del hermano de Nathan.
Tras conocer a Seth, el traficante de poderes y futuro novio de Kelly, adquiere el poder de la inteligencia, aunque dicho poder esté limitado solo a la creación de cohetes, misiles y sistemas de propulsión. Aunque también sabe arreglar cualquier aparato electrónico. Debido a su nuevo poder, es capaz de llevar a cabo proyectos del nivel de la NASA, pero no consigue ningún trabajo en ello ya que por su imagen no la toman en serio y creen que los planos y proyectos que ella crea, son robados.
Más adelante inicia una relación con Seth, pero ésta se interrumpe cuando, con la ayuda de Curtis, Seth resucita a Shannon, su antigua novia muerta. Cuando Shannon resucita, se convierte en zombi así que Seth le dice que ha conocido a alguien que de verdad le importa y la mata. Kelly conmovida, vuelve con él y hace que este deje de traficar con poderes debido al daño que pueden llegar a causar. Se queda en África desactivando minas y Seth regresa para recoger sus cosas y contárselo a Curtis y Rudy.
PODERES: Telepatía (temporadas 1-2) / Conocimientos Amplificados en Sistemas Mecánicos (Temp. 3) / Rebobinar el Tiempo (Cap. 3.4)

#### Superhoodie (temporadas 1 a 3)
"El chico de la máscara", es Simon del futuro que vela por la seguridad de los Misfits ya que es la única forma de que cambie de personalidad y tenga un romance con Alisha. Lo sabe todo sobre ellos y los protege en diversas ocasiones. Los salva de diferentes peligros y les envía pistas para resolver diferentes situaciones. Posee grandes habilidades de Parkour y las utiliza para moverse por la ciudad sin ser visto por el grupo. Además, posee un equipamiento del que destacan las gafas de visión nocturnas. El traje es completamente negro y lleva una máscara y capucha para ocultar su identidad.
Vive en un sótano iluminado por un techo repleto de luces, donde posee varios relojes en cuenta atrás de los cuales se descubre su uso en el futuro, y rodeados de cientos de fotos de los Misfits. Sólo Alisha conoce su identidad y es inmune al poder de ésta.
Su verdadera identidad se revela en la segunda temporada. Superhoodie es en realidad Simon que viaja en el tiempo desde un futuro desconocido (en el que algo malo ha pasado) para salvar a sus compañeros. Alisha descubierta por el Simon del presente en el sótano del chico enmascarado se ve obligada a revelarle la verdad (episodio 6 de la 2.ª temporada). Y es asesinado de un tiro por Tim en el capítulo 4, tras morir pide a Alisha que queme su cuerpo.
Al finalizar la tercera temporada, Rachel quien volvió de la muerte gracias al médium, y necesita irse del mundo de los vivos para al fin descansar en paz, se da cuenta de que su objetivo era la venganza; por esta razón asesina a Alisha. Rachel se esfuma. Alisha muere desangrada y Simón le revela a todo el grupo que él era Superhoddie. Con ayuda de Seth consigue el poder de volver atrás en el tiempo, pero no el mismo poder de Curtis, ya que había muerto con su iguana. A diferencia, con este poder no había vuelta atrás. Simon se prepara y vuelve atrás en el tiempo durante el ataque de Rachel. Compra el poder de la Inmunidad ante los poderes de otros, y así lograr tocar a Alisha.
Se repite la historia, así sucesivamente, por el resto de la eternidad.
PODERES: Precognición (Temp. 1-2) / Viajar Atrás en el Tiempo (Temp. 1-2) / Inmunidad a Otros Poderes (Temp. 1-2)

#### Curtis Donovan (temporada 1 a capítulo 4.4)
Curtis (Nathan Stewart-Jarrett) fue una estrella deportista en pleno auge. Su objetivo era competir en los juego olímpicos del 2012. Sin embargo, su carrera quedó truncada tras haber sido capturado en posesión de cocaína y de ser avergonzado públicamente, ya que él era un ejemplo ante los ojos de la ley debido a su perfil.
Tras la tormenta, Curtis adquiere el poder de volver atrás en el tiempo en situaciones complicadas, aunque, al principio, no puede controlarlo: sólo puede cambiar sucesos pasados que afecten al resultado futuro. Cada vez que ocurre algo que le afecta mucho, regresa hacia atrás sin control alguno. En una ocasión regresa varias veces atrás en el tiempo, intentando arreglar lo que le llevó al servicio comunitario y salvar a su exnovia de la condena por tráfico de drogas. En estos viajes conocemos sucesos del pasado relacionados con el resto de protagonistas. Finalmente, regresa al futuro y descubre que su exnovia continúa siendo su novia, aunque consigue romper con ella tras múltiples intentos (cada vez que se ponía a llorar volvía en el tiempo al inicio de la conversación para romper con ella), utilizando una frase de Spiderman.
Mantiene una relación con Alisha hasta la segunda temporada, donde deciden romper tras las dudas de ésta cuando conoce al Simon del futuro. Cuando su poder se invierte a causa de las drogas, viaja al futuro durante unos segundos, donde descubrimos a Nikki, un nuevo personaje.
En la tercera temporada adquiere el poder del cambio de sexo, por lo que se transforma en una versión femenina de sí mismo cuando quiere. Se queda embarazado en la tercera temporada. Posteriormente intercambia su poder para interrumpir el embarazo y adquiere el poder de resucitar a los muertos aunque con efectos secundarios: todos los resucitados son zombis.
Esto solo será el principio de su fin. Durante los servicios comunitarios conoce a la misteriosa Lola, la cual lo acaba utilizando para que mate al anterior hombre al que Lola confundió. Tras varias confusiones, Curtis lo resucita para que le cuente quien es Lola realmente, lo que termina con un Curtis zombificado. Finalmente, por miedo a hacer daño a sus amigos, Curtis se pega un tiro en la cabeza después de acabar con Lola.
PODERES: Rebobinar el Tiempo (Temp. 1-2) / Cambio de Sexo (Cap. 3.1-3.5) / Resurrección Zombificada (Desde Cap. 3.6)

### Primera temporada

#### Tony (episodios 1)
Es el primer supervisor que tienen los Misfits cuando empiezan su servicio comunitario. La tormenta le hace enloquecer y lo vuelve agresivo. Tras matar a otro chico que estaba haciendo el servicio comunitario y perseguir a Kelly hasta el centro, acaba por entrar en él, y los chicos lo matan. Luego lo entierran junto con el otro chico bajo el puente. Su novia lo sustituye como supervisora de los chicos. El vuelve como fantasma en la tercera temporada ya que su propósito pendiente era encontrar a Sally y explicar lo sucedido, cuando logra esto ambos vuelven al otro mundo.

#### Jeremy (episodio 2)
El novio de la madre de Nathan es afectado por la tormenta pero la única cualidad que adquiere es la de comportarse como un animal al encontrarse con un perro. Nathan lo descubre después de tener que hacer servicios comunitarios para un centro de mayores. En el que conoce a una chica joven, Ruth, que luego resulta ser una anciana que a causa de la tormenta se ha vuelto joven. Cuando lo descubre, la rechaza. Luego va a su casa a disculparse pero la encuentra muerta y comprende que si no deja que su madre esté con su novio, morirá sola como aquella mujer. Aunque la madre le dijo que volviera a casa él dijo que seguiría viviendo donde pudiera.

#### Ruth (episodio 2)
Ruth (Amy Beth Hayes) es una anciana de 82 años que tras la tormenta obtiene el poder de hacerse más joven durante ciertos períodos de tiempo que no puede controlar. Mientras tiene sexo con Nathan recupera su aspecto de anciana, y este huye de ella y la evita. Finalmente él vuelve a su casa y la encuentra muerta.

#### Jodie (episodio 3)
Es la chica a la que Kelly golpea en una pelea y por la cual tiene que hacer servicios comunitarios. Jodie tiene alopecia, y cuando se siente mal y quiere que otra persona experimente como se siente, hace que se les caiga el pelo. Es lo que le sucede a Kelly, la siguiente vez que se ven, tienen un altercado y Jodie hace que Kelly se quede calva, a igual que a su exnovio. Kelly y ella finalmente acaban hablando y arreglan sus diferencias. El pelo les vuelve a crecer en un par de días, menos a la propia Jodie. Se pelearon por culpa de un chico.

#### Finn (episodio 5)
Es un bebé de 9 meses de edad que obtiene el poder del control mental y del cual Nathan es afectado haciéndole creer que es su padre.

#### Rachel (episodios 6 de la temporada 1 y 8 de la temporada 3)
Una joven que se convierte en el enemigo de final de temporada del grupo. Su poder es el de la sugestión, lo que provoca un control mental permanente en las personas afectadas. Ella lo utiliza para convertir a los jóvenes en jóvenes modélicos que aborrecen las drogas y el sexo. Estos se hacen llamar "Virtuosos" y acorralan al grupo. Nathan forcejea con Rachel en el tejado del centro comunitario precipitándose los dos al vacío. Su poder solo se rompe cuando ella muere.
En la tercera temporada reaparece como fantasma. Al principio piensan que Rachel ha vuelto para hacer todas las locuras que no hizo durante su vida, pero luego descubre que en realidad ha vuelto por venganza, y mata a Alisha.

### Segunda temporada

#### Lucy (episodio 1 de la temporada 2)
Esta chica está obsesionada con Simon y tras ser ridiculizada por Nathan decide utilizar su poder para enfrentarlos entre sí. Ella tiene el poder de transformarse en otras personas y animales. Descubre el secreto de los Misfits y planea utilizarlo para enviarlos a la cárcel. Simon habla con ella y decide no hacerlo.

#### Lily (episodio 2)
Nathan la conoce en el bar en el que trabaja como camarera y ella le da su número de teléfono. Tiene el poder de congelar cosas y no tiene un control total sobre él ya que cuando se sobresalta lo utiliza sin querer. Cuando toma las pastillas su poder se invierte y provoca una explosión que acaba por matarla.

#### Nikki (episodios 2-7)
Nikki es una joven a la que Curtis ve en su viaje al futuro. Posteriormente Superhoodie los lleva hasta su casa estando vacía en ese momento, provocando que fuercen la puerta y espíen el apartamento. Minutos más tarde ella llega y los pilla in fraganti en el allanamiento, antes de eso Nathan le deja un "regalito" en la cama, limpiándose los restos de este con su pijama. Curtis decide volver para disculparse con ella en dos ocasiones, descubriendo en su segunda visita (le llevaba un pijama de regalo) que sufre de una enfermedad del corazón. Tras la muerte de Ollie le trasplantan su corazón y adquiere el poder de teletransportarse. Comienza una relación con Curtis e incluso se vuelve parte del grupo y llega a venderle su poder a Seth. Muere en el episodio 7 a causa de un ladrón que trabajaba para Elliot, volviéndose la razón para que el grupo deseara volver a tener sus poderes.

#### Vince (episodio 3)
Un tatuador que tiene la capacidad de controlar a las personas a través de los tatuajes. Controla a Kelly para que se enamore de él y convierte a Nathan en gay para que ame a Simon. Tiene una especie de pistola con la que puede crear tatuajes a distancia. Gracias a Superhoodie, Simon consigue acabar con él al lanzar un cacahuete a su boca, ya que es alérgico, y le hace borrar los tatuajes antes de ponerle la inyección que le salvará la vida.

#### Ollie (episodio 4)
Un joven ecologista que debe cumplir su servicio a la comunidad con los Misfits. Tiene el poder de teletransportarse, aunque en su demostración no logró a hacerlo a más de 3 metros, decepcionando a los Misfits, diciendo en su defensa que no depende de él y que a veces se desplaza muy lejos. Es asesinado por Tim y aparece como un fantasma frente a Nathan. A Nikki le es trasplantado su corazón y recibe su poder.

#### Tim (episodio 4 de la temporada 2 y temporada 5)
El enemigo de este episodio es un hombre en chándal al que la tormenta le ha provocado que crea que está dentro de un videojuego, fusión entre "Gran Theft Auto" y "Carmageddon", asumiendo el papel del protagonista, Jimmy Cisco. Jimmy pasó diez años en prisión por robo a mano armada y finalmente fue traicionado por su amante Roxy y su jefe Conti el día de su boda. Después de esta traición resucita para vengarse. El objetivo del nivel del juego que sale en el episodio es encontrar a Conti y obligarle a que le devuelva su dinero (100 000 libras). A través de sus ojos todo es igual que en el juego y no duda en asesinar a la gente a su paso, obteniendo puntos por sus muertes (atropellos, disparos...). Durante su servicio comunitario de los chicos, Tim mata a Ollie de un disparo en la cabeza, además de estar obsesionado con Simon por una broma de Nathan que le hizo creer que Conty es Simon, así como que Kelly es Roxy, lo cual provocará que los persiga durante todo el episodio sin descanso. Tras conseguir el dinero, su siguiente objetivo es averiguar quien es el policía oculto entre los muchachos de Conty, para lo cual no tendrá reparos en ir a por una motosierra y hacerlos hablar mientras ellos están atados y colgados en una nave. Finalmente, la tercera misión consiste en colarse en la cárcel para liberar a "Crazy Larry" (Larry el loco), lo cual ya no tiene que ver con nuestros protagonistas y los deja en paz. Aparece en el periódico que fue arrestado tras intentar entrar en la cárcel.
Nuevamente el aparece en la quinta temporada formando parte de un grupo de apoyo donde se ve que ha progresado en su rehabilitación al ser capaz ahora de controlar sus visiones de videojuegos. Se hace un buen amigo de Rudy 2 ya que este le ayuda a controlar mejor sus fantasías de videojuegos usando una liga en su muñeca para golpearse cuando regresa a su mundo virtual. Durante el primer aniversario de la tormenta se rompe su liga lo que hace imposible devolverlo a su estado normal, y ataca a Rudy creyendo que es Conti aunque es apuñalado con unas tijeras por Karen.

#### Bruno (episodio 5)
Un gorila cuyo deseo de ser humano se hace realidad al ser afectado por la tormenta. Conoce a Kelly huyendo de la policía, con quien acaba teniendo sexo. Luego, Bruno es descubierto en la fiesta de disfraces por la policía y Kelly y él huyen. Finalmente, un policía dispara a Bruno y este vuelve a su forma original para asombro y trauma de Kelly.

#### Dave (episodio 5)
Es un hombre al que también afectó la tormenta pero no se sabe que cambio en él, solo se sabe que tiene un instinto posesivo enorme hacia su hija Jessica y va matando a todos los chicos que intentan algo con ella. Mata a Nathan (que luego resucita), a un chico que trabajaba con ella y más tarde, intenta matar a Simon después de haber consumado con Jessica, pero Alisha lo noquea golpeándolo en la cabeza. Es capturado por la policía, y a Jessica no se la vuelve a ver.

#### Brian (episodio 6)
Es un joven que tiene el poder al que él llama "Lactokinesis" (puede controlar la leche y los productos lácteos). Es el primero en utilizar su poder para hacerse famoso llegando incluso a salir con la chica que le gustaba, pero al ser opacado por otras personas con mejores poderes (los Misfits, Daisy...) comienza a utilizar su poder para controlar los productos lácteos que alguien ha ingerido y matarlo con estos. Termina matando a Daisy, Laura (representante de las personas con poderes), Kelly, Alisha, Nikki, Simon y deja a Nathan en estado vegetal al ser inmortal. Curtis (siendo inmune por su intolerancia a la lactosa) regresa el tiempo e impide que se haga famoso.

#### Daisy (episodio 6)
Una mujer que puede curar cualquier mal o enfermedad frotando en la zona herida. Se abstiene completamente de utilizar su poder para curar enfermedades de transmisión sexual, ya que se niega a frotar los genitales del enfermo para ello. Se hace famosa y Brian la mata por celos, aunque posteriormente Curtis retrocede en el tiempo e impide que todo esto ocurra.

#### Seth (episodio 7)
Seth es un traficante de drogas que obtuvo la habilidad de canalizar poderes, absorbiéndolos y traspasándolos, aunque es incapaz de usarlos. Él utiliza su poder para traficar con ellos (siendo Elliot su mayor comprador). El compra los poderes de los misfits, pero al ser Nikki asesinada el solo se los revendera al doble del precio comprado. En la tercera temporada se descubre que tuvo una novia que murió por sobredosis, por lo que busca desesperadamente el poder de revivir a los muertos, cuando lo encuentra hace un trato con Curtis para que reviva a su novia pero terminan causando una infección zombi, Inicia una relación con Kelly casi al inicio de la temporada e incluso yendo a vacacionar por el mundo decidiendo ambos a quedarse en África.

#### Elliot (episodio 7)
Es un hombre (quien era un padre católico) que compra diferentes poderes para que todos crean que es Jesús. Tiene el poder de Alisha (hipersexualidad), teletransportación, telequinesis y el de caminar por el agua. Utiliza sus poderes para ganar mucho dinero con las limosnas que le dan sus creyentes y para tener sexo con las mujeres que creen en él y las que se encuentra en la calle (siendo Alisha uno de sus objetivos, aunque no pudo terminar). Cuando los Misfits intentan robarle una taquilla llena de dinero, Elliot la intenta atraer hacia él con su telequinesis, los Misfits la sueltan y acaban matando a "Jesús" con el impulso de su propio poder.

### Tercera Temporada

#### Tanya (episodio 1)
Se trata de una joven que inicia los servicios comunitarios junto a Rudy. Este intenta ligar con ella y con Charlie al mismo tiempo debido a una confusión entre los dos Rudys. Posee el poder de paralizar a las personas, las cuales no recuerdan nada durante este estado. Utiliza su poder para hacerle la vida imposible a Rudy. Finalmente decide asesinar a Charlie e intentar cargarle las culpas a Rudy. Gracias a su poder coloca a Rudy y a Alisha (quien la descubrió) sobre un par de sillas y atados a unas sogas para acabar con ellos. Rudy la mata al darle una patada en la cara que hace que caiga al suelo desnucándose.

#### Peter (episodio 3)
Un joven obsesionado con los superhéroes al que Simon (disfrazado de Superhoodie) salva de ser atracado. Tiene el poder de hacer realidad todo lo que dibuja. Al descubrir que Simon es Superhoodie comienza a obsesionarse con el y utiliza su poder para hacerse amigo de Simon y separarle de Alisha y los demás. Es descubierto por Alisha quien junto con Rudy, Curtis y Kelly van a su apartamento y destruyen sus dibujos liberando a Simon de su poder, el secuestra a Alisha y se enfrenta en una lucha a cuchillo contra Simon resultando muerto. Después se descubre que él mismo había dibujado esa lucha y había escrito un final para Simon.

#### Friedrich Hisch (episodio 4)
Un hombre mayor responsable de la compra del poder de Curtis. Este utiliza el poder de rebobinar el tiempo para matar a Hitler pero sale mal y es herido por el propio Hitler. Al verse acorralado vuelve al futuro dejando atrás su teléfono móvil. Así llega al futuro alternativo, donde los nazis se han convertido en la mayor potencia gracias al poder de la tecnología y han tomado Inglaterra. Es encarcelado en el Centro Comunitario. Muere posteriormente pero le revela a Seth lo que intento hacer y le devuelve el poder, Seth entonces le da el poder a Kelly quien recupera el teléfono y restablece la historia en donde Friedrich vuelve a vivir.

#### Capitán Smith (episodio 4)
Se trata de un soldado Nazi y principal antagonista de los Misfits en el universo alternativo. Al enterarse de los poderes ordena a Shaun capturar a Seth y lo obliga a remover poderes para después dárselos al ejército Nazi. Seth le transfiere el poder de congelar y mata a Gary al probarlo en el. Cuando se entera de la historia de Friedrich Hisch, intenta eliminar el poder de rebobinar el tiempo, asesinando a Curtis y Friedrich en el proceso. Acorrala a los Misfits pero Kelly rebobina en el tiempo y evita que Hitler se haga con el teléfono móvil.

#### Jen (episodio 5)
Una chica en estado de coma que tras la tormenta consigue el poder de intercambiar el cuerpo con otras personas. Esta lo utiliza con Kelly y huye con su cuerpo para volver con su novio, sin embargo este la rechaza debido a la forma en que abandono a Kelly en su antiguo cuerpo. Cuando el resto del grupo se da cuenta de esto. Jen intenta desconectar su antiguo cuerpo con la mente de Kelly pero no lo consigue. Durante su huida mata a Shaun, el tercer agente de la condicional. Posteriormente accede a volver a su cuerpo con la condición de que posteriormente Seth la reencontrara con su novio y es desconectada por este.

#### Leah (episodio 6)
Rudy se acuesta con ella y posteriormente se va. Esto provoca su ira y utiliza su poder para transmitir una ETS sobrenatural a Rudy que provoca que después de unas horas su pene se caiga. Rudy se pasa todo el capítulo intentando recordarla. Finalmente se encuentra con ella en una fiesta y tras confesar sus miedos en público, esta accede a eliminar el efecto de su poder.

#### Erazer (episodio en línea)
Erazer es un chico con el poder de volver real todo lo que dibuja en grafiti, el crea todo un mundo alternativo en el que dominan sus grafitis, cuando encuentra a Rudy orinando su "arte" en el mundo real lo envía a su mundo. Los Misfits salvan a Rudy y a Suzie (la exnovia de Erazer) usando disolvente de pinturas, pero Erazer no lo permite para que Suzie no descubra que estaba hecha de Grafiti (ya que la real lo había abandonado). Finalmente todos junto con Erazer salen de ese mundo dejando a Suzie atrás.

#### Jonas (episodio 8)
Se trata de un médium que tras la tormenta consigue el poder de traer a los muertos de las personas para que resuelvan los temas pendientes. Este trae a Tony (El primer supervisor de libertad condicional), Sally (La segunda supervisora de libertad condicional) y Rachel (Una joven quien se convirtió en el enemigo del final de la primera temporada) de la muerte.

### Cuarta Temporada

#### Michael (episodio 1)
Es un hombre que robo un maletín lleno de dinero y mató a su compañero de robo para no compartirlo, sin embargo esto fue el día de la tormenta y recibió un poder con el que es capaz de contagiar a cualquiera que toca con la misma obsesión de conseguir el maletín y el dinero. Ya había contagiado a su novia y a su hermano, viéndose obligado a escapar llegó al centro comunitario donde contagio a Curtis, Seth, Rudy, Jess y Finn. Finalmente Michael le arrebataría el maletín a Finn mientras estaban en el techo y caería dejando su dinero al aire para que se fuera volando mientras moría.

#### Sadie (episodio 1 y 2)
Sadie era la novia de Finn y esta poseía el poder de controlar a las personas con todo lo que ella decía. Ella utilizó este poder en Finn convirtiéndolo en el "novio perfecto" haciendo que fuera lindo con ella, limpiara la casa, y la complaciera todos los días. Finn un día logró salir del trance y la amordazo en su habitación hasta encontrar una forma de quitarle su poder. Finalmente Jess convencería a Seth de quitarle el poder a Sadie pero ella rompió con Finn.

#### Barney (episodio 2)
Es un perro lazarillo el cual tiene el poder de comunicarse telepáticamente, Curtis trato de salir con su dueña Ally pero Barney le dijo que Curtis era negro y Ally al ser racista lo rechazo. Finalmente ella se acostaría con Rudy pero este la rechazaría por lo que pasó con Curtis. Barney también le hizo saber a su dueña que Rudy estaba utilizando una envoltura de plástico y ligas como condón.

#### Rudy Wade(episodio 3)
Cuando Rudy fue impactado por el rayo que le dio su poder, originalmente podía multiplicarse en 3 personajes: el Rudy Original, el Rudy sentimental y un último tercer Rudy que tenía una actitud psicópata y casi asesino a un hombre. El tercer Rudy fue entonces engañado por los primeros dos provocando que fuera a la cárcel, hasta que fue liberado por buen comportamiento. El entonces regresa para vengarse de los otros dos y los encierra en su cuerpo, teniendo la habilidad de impedirles salir, cuando se mezcla con los demás se muestra frío y sádico además de tener una fijación por Jess, a quien trata de seducir, sin embargo lo que realmente quería era matarla (ya que él tenía la curiosidad de saber como era matar a alguien) lo que provocó que Jess lo matara en defensa propia y liberara a los otros Rudys.

#### Lola (episodio 2, 3 y 4)
Debbie era una actriz que buscaba interpretar mejor el personaje de una obra llamada Lola, cuando la tormenta cayo ella creyó que realmente era el personaje de Lola, haciéndose pasar por ella. Después de engañar a un vendedor de drogas y a otro hombre para que lo matara, su siguiente objetivo fue Curtis haciéndose pasar por aprendiz de supervisor y coqueteando con el hasta que Curtis se enamora de ella. Más adelante su exnovio Jake la buscaría para saber por qué lo utilizó, para deshacerse de él Lola engaña a Curtis golpeándose la cabeza y diciendo que lo hizo Jake. Curtis al amenazar a Jake para que la dejara en paz, pelea con el y lo mata accidentalmente con una pistola. Ella escaparía y seduciria a un nuevo sujeto para matar a Curtis pero finalmente terminaría muerta por un Curtis zombificado el cual al terminar con todo terminaría suicidándose.

#### Grace (episodio 5)
Grace es la media-hermana de Finn quien vivía cuidando a su padre enfermo de cáncer. Grace tenía el poder de preservar la vida, siendo capaz de alargar la vida de alguien enfermo o herido, ella usaba este poder para alargar la vida de su padre cada vez que este estaba a punto de morir, sin embargo esto solo hizo que su cáncer empeorara y lo mantuviera en agonía, Finn (a petición de su padre) habla con Grace y después de una pelea ella finalmente lo deja morir.

#### Craig (episodio 6)
Craig es un hombre que solo aparece momentáneamente durante el episodio, él tiene el poder de hacer visible el número de personas con las que alguien ha tenido sexo, marcándose en la frente de la persona de la que desea saberlo. Él se encuentra discutiendo con su novia para saber con cuantos se acostó antes de él, entonces Jess, Rudy, Alex y Finn pasaron junto a ellos cuando Craig activa su poder, marcándolos igualmente. Después de que su novia le miente diciendo que fueron 4 (siendo 11) él se enoja y se marcha.

#### Richard Saunders (episodio 6)
Es el mejor amigo de Rudy desde la infancia a quien menciona en capítulos anteriores. Él tiene el poder de volver realidad sus alucinaciones mientras esta drogado. Mientras se drogaba antes de una fiesta, el veía en televisión un documental de conejos, un juego de golf y una película de asesinos con esmoquin, lo que provocó que alucinara con un conejo en esmoquin que asesina gente con un palo de golf trayéndolo a la realidad.

#### El conejo Blanco (episodio 6)
Durante las alucinaciones de Richard Saunders se creó a este personaje. Este conejo (con cuerpo humano y cabeza de conejo) sería traído a la realidad, durante una fiesta, gracias al poder de Richard y el comenzaría a matar a todas las personas que salían del departamento. después de asesinar a la novia de Craig, seguiría con Jess, pero solo la deja inconsciente y se la lleva al sótano para acabar el trabajo. Alex, Finn, Rudy y Abby bajaron para rescatarla siendo golpeados los tres primeros, cuando el conejo se disponía a matar a Alex, Abby lo mata con un destornillador.

#### Tara (episodio 7)
Es la chica embarazada que tiene el poder de empatía, al tener un embarazo no deseado, asiste a las clases de yoga para embarazos en el Centro Comunitario; al terminar la clase escapa al baño dándose cuenta de que no puede seguir con el embarazo y que realmente no quiere a su bebé. Abbey entra al baño erróneo y se encuentra con ella, la trata de consolar pero ella clava su mirada en esta y hace un intercambio de úteros. Abbey queda embarazada y Tara escapa. Abbey trata de devolverle al bebe pero finalmente decide quedárselo, sin embargo Tara después de meditarlo se arrepiente y busca a Abbey para que se lo devuelva.

#### James (episodio 7)
James es el transexual que le robo el pene a Alex usando su poder de intercambio de órganos. Alex al enterarse de que era el quien tenía su pene va a buscarlo al club donde estaba siempre armado con una pistola. Jess y los demás tratan de detenerlo, pero Alex lo encuentra primero amenazando con matarlo. James entonces amenaza con cortarse el pene con una botella rota si no lo deja irse, Alex deprimido lo suelta y se apunta a la cabeza diciendo que ya no soporta vivir así, James del remordimiento decide devolvérselo y se va del club.

#### Nadine (episodio 6, 7 y 8)
Nadine es una misteriosa chica que Rudy conoce en un funeral, sin embargo ella escapo debido a la hora, solo con ese pequeño encuentro basto para que Rudy se enamorara de ella. Más adelante ella buscaría a Rudy y ella se enamoraría de él por su honestidad pero sus continuos escapes llevaron a Rudy a seguirla y a descubrir que se trataba de una monja. Rudy al ver que las monjas la mantenían prisionera en el convento decide rescatarla y vivir feliz con ella, sin embargo ella ve cómo Alex golpea a Finn lo que provoca que revele su poder: traer a la ciudad a los cuatro Jinetes del Apocalipsis. Cuando ve que todos están dispuestos a morir por ella decide terminar con todo y muere por los propios jinetes haciendo que estos desaparezcan, lo que deja a Rudy destrozado.

#### Los Cuatro Jinetes del Apocalipsis (episodio 8)
Son una versión moderna de los jinetes expresados en la biblia, los cuales en lugar de usar caballos usan bicicletas BMX, visten completamente de negro, con máscaras de cara completa y katanas en la espalda. Estos "seres" fueron creados con el poder de Nadine, cada vez que ella presencia algún acto de violencia o crueldad ellos aparecen para castigar a los que lo cometieron. Cuando Nadine ve que Alex golpea a Finn ella sin querer los llama y estos comienzan a perseguirlos por todo el centro comunitario casi matando a Abbey y apuñalando un pulmón a Alex, cuando todos están dispuestos a pelear contra ellos por Nadine y Rudy, Nadine decide sacrificarse entregándose a ellos y siendo apuñalada haciendo que estos desaparezcan.

### Quinta Temporada

#### Emma (Episodio 1)
Emma es una chica que un poder muy peligroso para sí misma, siendo el de causar accidentes de distinto tipo a su propia persona. Esta llega al hospital donde Alex salió de cirugía y le pide tener sexo con ella sin embargo es sacada a la fuerza del hospital. Más tarde esta sigue a Alex hasta su departamento donde le explica su propio poder y como él recibió el pulmón de un hombre llamado Neil quien podía remover poderes teniendo sexo con las personas. Cuando esta busca nuevamente a Alex es atropellada y va a dar al hospital. Alex le hace una visita y decide tener sexo con ella para confirmar su propio poder y remover el suyo para siempre.

#### Keith (Episodio 1)
El líder del grupo de Boy Scouts local, aunque esto era una farsa ya que él tenía el poder de conversión satánica, siendo capaz de que otras personas se volvieran agentes de Satanás y se formaran parte de su grupo disfrazado. El trata de volver satánico a Finn pero falla la primera vez, cuando vuelve a intentarlo Finn le lanza un jabón con su telequinesis (aunque quería lanzarle un extintor) que queda en el suelo causando que este se resbale y se golpee la cabeza en la caída. En sus últimos momentos de vida Keth es capaz de transferir su poder a Finn volviéndolo el nuevo líder de la secta (Aunque este poder es removido de Finn por Alex).

#### Mark (desde el episodio 1)
Mark es un hombre que aparece desde el inicio de la temporada, se desconoce exactamente cual sea su poder, pero debido a este (o quizás fue víctima de alguien con poderes) se encuentra atrapado dentro del cuerpo de una tortuga, Mark asiste a las juntas del grupo de apoyo y es en estas en donde Abby lo conoce y lo toma como mascota, llevándoselo a vivir en su casillero del servicio comunitario incluso pidiendo a Alex que le remueva su poder (aunque este se niega). Abby comienza a enamorarse de él y entonces durante la fiesta del aniversario de la tormenta, Abby le da una píldora de éxtasis (ya que descubrió que invierte los poderes) devolviéndolo a su forma humana haciendo más fácil que Alex quiera quitarle su poder. Sin embargo Mark finalmente muere asesinado por Sarah quien lo volteo de adentro hacia afuera.

#### Maggie (desde el Episodio 1)
Maggie es una mujer mayor que forma parte de un grupo de apoyo para personas con poderes (parecidos a grupos como Alcohólicos Anónimos), ella es capaz de tejer el futuro cuando lo ve y esta le regala un suéter a Rudy 2 en el que se ven distintas figuras parecidas a los uniformes del servicio comunitario usando sus poderes y una misteriosa figura sobre un edificio. Parece ser que ella fundó el grupo de apoyo ya que actúa como consejera y dirige las juntas.

#### El grupo de apoyo (desde el episodio 1)
Es un grupo formado (posiblemente por Maggie) para ayudar a las personas afectadas por la tormenta con serios problemas realizando sus juntas en una sala subterránea en la ciudad. Rudy 2 llega a este grupo para decidir que hacer con su futuro junto a Rudy 1 y los demás. Entre sus miembros se encuentran Maggie, Tim (el hombre que cree estar en un videojuego de la segunda temporada) y Mark. Se puede ver que este grupo de verdad desea ayudar a las personas ya que se ve en la forma en que aceptan a Rudy y el progreso de la rehabilitación de Tim (ya que cuando ve a Rudy lo ve como un juego pero remueve esta visión).

#### Geoff (Episodio 2)
Geoff es el padre de Rudy quien también fue afectado por la tormenta, Rudy lo descubre engañando a su madre con otra mujer sin embargo no es capaz de confrontarlo. Cuando Rudy y Jess van al departamento de la mujer descubren que Geoff parece haberla matado, por lo que lo citan en un bar para que Jess pueda descubrir si en realidad mató a su novia. Cuando Rudy habla con su padre descubre que él tiene el mismo poder que hijo y se separa en otra personalidad mucho más violenta, por lo que tratan de ayudar a la novia del otro Geoff a escapar dándole su dinero. Sin embargo Geoff 2 va a la casa del original y se hace pasar por el, aunque Rudy lo descubre es noqueado por este y finalmente salvado por Jess.

#### Sam (desde el episodio 2)
Sam es un chico misterioso que aparece casi al final del episodio, cuando este aparece por primera vez es molestado por tres sujetos (los mismos que robaron el auto del hermano de Nathan en la segunda temporada) y es salvado por Alex y Finn, pero entonces el chico desaparece revelando que tiene el poder de volar. Finalmente Sam aparece al final del episodio integrándose al grupo de apoyo dando a conocer su nombre y su poder. Rudy 2 parece identificarlo con la figura voladora en su suéter y trata de hablar con el y saber que les depara el futuro.

#### Laura (episodio 2 y 3)
Laura es una chica que perdió su bufanda en el bar de Alex y es Abby quien la encuentra pero se la queda ya que el olor le resulta familiar, cuando Laura regresa al bar Abby reconoce su aroma y comienza a olfatearla explicándole su amnesia. Ambas chicas comienzan una relación lésbica y Abby al ver el simio de peluche de Laura empieza tener recuerdos de su infancia descubriendo la verdad de su pasado: Laura obtuvo el poder de traer a la vida a los seres de su imaginación, permitiéndole traer a su amiga imaginaria Abby a la realidad. Cuando Laura comienza a recordar su infancia igualmente trae a la realidad al monstruo que asustaba a ambas cuando eran niñas.

#### Scary (episodio 3)
Es la versión del monstruo bajo la cama de Laura a quien llamaban Scary, cuando Laura descubre el origen de Abby recuerda igualmente al monstruo que temían y de manera inconsciente lo trae a la realidad. Scary se lleva al exnovio de Laura, Rob para más adelante llevársela a ella sin embargo Abby lograrla salvarla y mata a Scary.

#### Len (episodio 4)
Durante el cuarto episodio Rudy 2 aparece frente a los Misfits pero con la apariencia de un hombre muy viejo y estos se ven obligados a cuidar del el. Es entonces que conocemos a Len un hombre que tiene el poder de intercambiar su edad con otras personas, Len era un hombre viejo que se había enamorado de su enfermera en el asilo, y cada semana Rudy 2 lo dejaba intercambiar sus edades por una hora, pero al comenzar realmente una relación con su enfermera Len decide no regresar a ser viejo, pero entonces Rudy lo descubre y lo amenaza con decirle a su enfermera toda la verdad por lo que Len vuelve a cambiar su edad con Rudy 2.

#### Helen (desde el episodio 4)
Helen es una mujer electricista en dos sentidos: trabaja como electricista de la ciudad y tiene el poder de crear electricidad. Esta aparece arreglando la instalación eléctrica del centro comunitario y en ese preciso momento Rudy 2 (envejecido) comienza a tener un infarto y esta lo salva usando su electricidad para reanimar su corazón. Rudy 2 al igual que Sam parece identificarla con una figura que lanza rayos en su suéter y ahora quiere encontrarla para saber que les depara el futuro.

#### Stuart (episodio 4)
Stuart es un miembro del grupo de apoyo el posee un raro poder llamado close-transportacion el cual lo teletransporta al armario más cercano cada vez que miente sobre su sexualidad para "salir del armario" literalmente. Stuart le muestra su poder a Finn y este le hace el comentario de que Alex podría removérselo, aunque Alex primero se niega, Stuart le cuenta que su temor a admitir su homosexualidad se debe a su padre quien no lo acepta. Alex convencido por Abby de usar su poder para hacer cosas buenas por otros decide quitárselo para siempre.

#### Chloe (episodio 5)
Es una chica que aparece como parte del grupo de apoyo llorando con los otros miembros, según ella tiene el poder de voltear las cosas (de adentro hacia afuera), Ella entonces por consejo de Stuart decide ir a visitar a Alex para que le quite su poder ya que antes del episodio ella había volteado a su gato.

#### Leah (episodio 5)
Finn conoce a esta chica durante una reunión del grupo de apoyo y ella se enamora de él, pero descubre que ella en realidad descargo su mente en el cuerpo de su mejor amiga ya que tiene la habilidad de controlar a otras personas por medio de una computadora y la creación de mundos virtuales, Leah descarga órdenes a la mente de Finn (por medio del celular de este) para que vaya a su departamento donde descarga su mente en una usb y lo mantiene encerrado en una habitación virtual. Finn habla con ella convenciéndola de que él se fijo en ella por su personalidad y no el físico haciendo que Leah lo deje libre.

#### Debbie (episodio 5)
La mejor amiga de Leah quien asiste a las reuniones del grupo de apoyo, Leah la controla a distancia para poder entrar al grupo de apoyo en donde conoce a Finn. Su poder nunca es mencionado pero debido a que asiste al grupo, es natural que posea uno

#### Lucas (episodio 6)
Es un enfermo terminal que se encuentra en otro grupo de apoyo para enfermos terminales, teniendo cáncer de piel. Él tiene el poder de arrebatar el deseo de vivir de otras personas aumentado el suyo para seguir luchando contra el cáncer, sin embargo aquellos afectados por este poder terminan suicidándose o solo intentándolo. Durante su aparición le quita la voluntad a un hombre que fingía tener cáncer y este se suicida frente a Alex, más tarde le hace lo mismo a Finn pero este es salvado por Alex de morir ahorcado. Karen (otra chica con poderes) lo descubre y le cuenta a Rudy, Alex y Jess sobre el antes de que volviera a hacer lo mismo con Abby y obligado por ellos le devuelve se voluntad a Finn.

#### Karen (episodio 6)
Es la última miembro que faltaba en el suéter de Rudy 2. Su poder consiste en el camuflaje, ella aparece como la asistente del grupo para enfermos terminales donde pide a los Misfits pasar el tiempo con ellos. Ella en este grupo conoce a Lucas y se da cuenta de que este se comporta de una manera extraña. Ella se dedica a seguir a Lucas usando su poder y descubre lo que él ha estado haciendo a otras personas, cuando Lucas devuelve su voluntad de vivir a Finn ella ve el suéter de Rudy 2 y finalmente se presenta ante este como el último miembro de su grupo de "Superheroes".

#### Hayley (episodio 6)
Una gitana con el poder de lanzar verdaderas maldiciones a las personas, ella pierde sus llaves dentro de un lago contaminado y pide ayuda a Alex para sacarlas, pero este se niega diciendo que no es su problema y que además trae nuevos jeans. Ella entonces se sumerge en el agua y culpa a Alex de que casi se ahogara en el lago de agua sucia, porque le lanza una maldición para que cada vez que Alex se negara a ayudar a alguien, tenga la misma sensación de ahogo que ella al sumergirse. Después de ver a un hombre suicidarse frente a él, Alex le ruega que le quite su maldición ya que realmente aprendió la lección pero este cree que lo ignora y se va de su departamento. Ella entonces visita a Alex en el bar y le dice que desde ese momento le había quitado su maldición.

#### Sarah (episodio 7)
Es una chica que tiene el curioso poder de senos hipnóticos, consistente en hacer que los hombres no puedan dejar de fijarse en su senos cuando están con ella (incluso su propio padre) lo cual le hace molesta la relación con otras personas. Ella entonces le pide a Alex que le quite su poder lo cual este hace. Durante la fiesta del primer aniversario de la tormenta (y por ende el cumpleaños de Abby y Rudy 2) ella vuelve a acostarse con Alex pero debido a que Alex consumió éxtasis su poder se invierte dándole a ella todos los poderes que hasta ahora había quitado. Ella entonces usa una combinación de su poder original y el de Keith (conversión santánica) para controlar a Rudy, Jess, Finn y Abby. Después ella utiliza su poder de Inversión de Objetos (poder de Chloe) para matar a Mark volteándolo, Alex entonces decide usar a su favor el antiguo poder de Emma (Provocación de Accidentes) tirando una cáscara de banana en el suelo, aunque Sarah la patea, una luz del techo cae sobre ella haciendo que pise la cáscara se resbale y muera por el golpe contra el muro liberando a los demás de su poder.

#### Luke (episodio Final)
Luke es un chico que Jess conoce en el bar, ellos terminan teniendo sexo y Luke se enamora de ella. Convencido de que tienen un futuro el usa su poder en ella siendo el de transportar a las personas a través del tiempo, Luke la transporta un año en el futuro donde incluso ha tenido un hijo con Jess, después de que Jess permaneció en el futuro, ella decide suicidarse no sin antes grabar un video-mensaje para sí misma asegurando la existencia de su bebé y la muerte de Luke, Luke al encontrarla muerta devuelve a Jess al pasado donde se conocen una vez más, tienen sexo y finamente Jess lo mata.

#### La Banda del Suéter (episodio Final)
Es el grupo fundado por Rudy 2 y formado por Sam, Karen y Helen. Ellos comienzan a rondar la ciudad disfrazados con el traje del servicio comunitario, matando a un hombre que robaba autos. Al ser adelantado el tiempo un año en el futuro ellos siguen haciendo sus actividades matando a cualquiera que cometa el más mínimo crimen (incluso matando a un hombre que tiro basura) Al ser descubiertos por Finn (quien terminó siendo supervisor en entrenamiento) estos lo dejan inconsciente, comenzando una batalla contra los Misfits. Alex le quita su poder a Sam en pleno vuelo y aunque Alex es salvado por Finn, Sam se estrella contra el pavimento, Karen trata de matarlos camuflándose con un cuchillo pero muere cuando Finn le lanza un piano con su más entrenada telekinesis, Helen entonces decide electrocutarlos a todos causando que Rudy comience a orinarse y el líquido llegue hasta ella electrocutándola también. Devuelta al pasado Jess le cuenta a Rudy 2 sobre este futuro y el entonces decide disolver la banda antes de que todos mueran.

### Otros

#### Sally (desde el episodio 2 hasta el 5 de la 1° temporada y el 8 de la 3°)
La segunda supervisora de la condicional, que llega después de que mataran a Tony, su primer supervisor, y a la vez la prometida de este. Ella sospecha que los Misfits tuvieron algo que ver con la desaparición de Tony, y por eso se dedica a indagar e interrogarlos. Intenta averiguarlo a través de Simon, y mantiene una relación en línea con él sin revelar su identidad, bajo el nick de shygirl18 (chica tímida 18). Además, registra sus taquillas, y cuando encuentra la tarjeta de crédito de Tony en la cazadora de Simon, trata de seducirlo, incluso llega a besarlo. Más tarde él descubre que le estaba manipulando, y mientras luchan por el teléfono móvil de Simon (donde hay pruebas incriminatorias para todos ellos por el asesinato), este la mata accidentalmente (choca contra la puerta abriéndose la cabeza).
Sally vuelve como fantasma y le hace creer a Simon que ha vuelto por él, e incluso consigue que le bese. Sin embargo, graba el beso en el móvil de Simon y se lo envía a Alisha, la cual se enfada cuando lo ve. Luego trata de matar a Alisha, pero aparece Tony y ambos se marchan en paz, puesto que Sally descubre que su auténtico motivo para estar de vuelta no era la venganza, sino descubrir la verdad de porqué los chicos habían asesinado a Tony.

#### Shaun (desde el episodio 1 de la 2° temporada hasta el 5 de la 3°)
Tras el asesinato de Sally a manos de Simon para proteger al resto de Misfits, es el nuevo encargado de supervisar a los chicos en su trabajo comunitario. Llegan a matarlo pensando que se trata de Lucy, la cambiaformas, pero Curtis revierte el tiempo para que esto no ocurra. Por lo general demuestra bastante indiferencia e incluso desprecio por los Misfits.
En el quinto capítulo de la 3.ª temporada, el cuerpo de Kelly, que está ocupado por el alma de otra chica, lo mata.

#### Laura: (episodio 7 de la temporada 3)
Es la nueva supervisora que al llegar, se encuentra con porristas ensangrentadas siendo golpeadas por los Misfits, lo que ella no sabía es que eran animadoras zombis y la última en pie es quien la muerde. Ella entonces regresa de la muerte como zombi y es Rudy quien finalmente la mata diciendo que lo que ocurre no es culpa de ellos.

#### Greg: (desde el episodio 1 de la 4° temporada)
Greg es el quinto y actual supervisor de los Misfits. Tiene un serio problema de control de ira y un torcido sentido del humor. A él le gusta molestar a los Misfits incluso más que a los anteriores supervisores, odia a todo el grupo y en especial a Finn. Le gusta el Karaoke además de cualquier asunto relacionado con el amor. Se puede decir que es bisexual, ya que cuando Curtis se le insinúa para no levantar sospechas de que era un zombi, él responde con que es un amor no correspondido refiriéndose a las edades y que era un joven muy apuesto. Por otro lado le cuenta su pasado sentimental a Rudy, cuando deja que este se dejara sus actividades del servicio comunitario para buscar a Nadine.

## Curiosidades
Los poderes de todos los protagonistas están relacionados directamente con su personalidad. A Kelly le importa lo que realmente piensa la gente de ella, Curtis es un atleta y como tal, está constantemente atento al paso del tiempo en el cronómetro y además tiene un gran sentimiento de culpa por aquello que le ocurre, y le gustaría volver atrás en el tiempo para arreglarlo, Simon se siente invisible para los demás, a Nathan no le importa arriesgar su vida con tal de poder decir lo que piensa y estar presente para todo; y Alisha necesita seducir continuamente a los hombres o mujeres.

## Fenómenos extraños

### Universos paralelos
Un efecto secundario del poder original de Curtis es la creación de universos paralelos debido a su elección en distintas continuidades temporales. Se ignora si siguen existiendo cuando él vuelve atrás. Hasta ahora ha habido 11 universos paralelos observados:
- Un mundo donde no hicieron caso a Kelly cuando Tony la persigue y este termina matando a todos los chicos. Nathan (debido a su poder) es el único 'sobreviviente'.
- Un mundo donde Sally encuentra el cadáver de Tony en el maletero de su coche.
- Cinco mundos donde Curtis fallaba cada vez que trataba de que no lo pillaran a él y a su novia con la coca. En uno ella recibió una puñalada.
- Un mundo donde la novia de Curtis continuaba con él y estaba a punto de ir a las Olimpiadas de 2012. El resto de los Misfits excepto Nathan (Gracias al poder de la inmortalidad) estaban muertos a causa de su ausencia por no avisarles acerca de Tony.
- Los infinitos mundos que crea cada vez que intenta cortar con su novia. Cuando la intenta dejar se echa a llorar y vuelve al pasado para impedirlo, de esta manera crea decenas de mundos en los que ha cortado con su novia y la ha dejado destrozada.
- Un mundo donde la existencia de sus poderes se vuelve de dominio público. Todos los Misfits excepto Nathan(que se había quedado en coma) y Curtis(intolerante a la lactosa) murieron cuando Brian empleó su lacktokinesis para matar a todos los individuos con poderes que eran más famosos que él. Curtis viajó hasta el día en el que iba a hacer público su poder con un vídeo, lo que extinguió la línea por completo.
- Un mundo creado por Friedrich cuando dejó su móvil en el despacho de Hitler. Los nazis ganaron la Guerra y conquistaron el mundo. La Tormenta sucedió en este mundo y los nazis usaban a Seth para conseguir los poderes. Seth le concede el poder de Curtis a Kelly y esta logra robar el teléfono justo antes de que Hitler lo coja.
- El mundo en el cual Simon viaja y logra salvar a Alisha gracias al poder que le dio Seth.
- El mundo en el que Jess no mata a Luke, desencadenando que el grupo de Dark Rudy se vuelva malvado y finalmente, Rudy termine electrocutado.

### Animales
Los animales dentro de este universo (se han visto perros y gorilas) parecen tener la capacidad de pensar de forma compleja y abstracta. Sin embargo, se ignora si la Tormenta fue quién les otorgó la inteligencia o si ya eran inteligentes antes de que Kelly escuchara por primera vez los pensamientos de su perro. El hecho de que Bruno (un gorila) obtuviera la capacidad de convertirse en humano tras haberlo deseado durante la tormenta parece confirmar la segunda opción.

### La Tormenta
Un fenómeno meteorológico inusual que apareció de repente sobre Wertlam en 2009. Una nube negra de la que cayeron enormes bolas de granizo que provocaron destrozos en toda la zona. Todo ser humano o animal que fue alcanzado por uno de sus extraños rayos recibieron superpoderes según sus deseos más profundos o su personalidad. Hasta ahora la única de su clase.

### Poderes
El resultado directo de la Tormenta fue que mucha gente consiguiera superpoderes. Estos poderes son posiblemente únicos para cada persona, aunque hay excepciones a esto. Por ejemplo: hay 2 poderes que permiten viajar en el tiempo, 2 telekinéticos (telekínesis y lactókinesis), 4 poderes que permiten cambiar de forma (Curtis pudo transformarse en una versión femenina de sí mismo que podía quedar embarazada; Lucy puede tomar cualquier forma viva, incluso la de un ratón, moldeando su cara con las manos y ampliando sus pupilas; Bruno pudo convertirse de gorila a humano y Ruth podía cambiar su apariencia a una más joven o más vieja), parece ser que hay más gente aparte de Seth que pueden intercambiar poderes, incluso se sabe que existía otro hombre llamado Neil que podía removerlos a través del sexo cuyo poder paso a Alex y varios ejemplos más.
Aunque se desconoce cómo funcionan, hay un factor biológico. Cuando un superhumano toma éxtasis sus poderes se invierten (criokinesis por pirokinesis, retroceso temporal por adelantamiento, inmortalidad por mortalidad excesiva...) de manera temporal. El uso de algunos poderes provoca cansancio físico y mental enorme tras su uso. Aunque Seth afirma que los poderes mueren con las personas Nikki y Alex no obtuvieron sus poderes de la Tormenta, sino del trasplante de órganos de personas con poderes a su cuerpo. Se ignora si pueden transmitirse a los niños, ya que la única persona con poderes embarazada (Curtis en su forma femenina) abortó al vender su poder.

### Viaje en el tiempo
Es posible moverse en el tiempo mediante el uso de dos de los poderes de la tormenta. Uno de ellos permite rebobinar el tiempo, modificar algo del pasado y luego viajar al futuro modificado. El otro fue usado por Simon y consiste en saltar al pasado en un viaje sólo de ida.
Sin embargo hay ciertos límites. Curtis era incapaz de moverse si no sentía algo sincero por el suceso que quería evitar. También están las paradojas temporales, como Simon o el hecho de que Kelly tuviera que vivir en un mundo provocado por el Viejo Judío sin querer para impedir que pasara.
La modificación de la Historia también parece incapaz de impedir la Tormenta, posiblemente como un mecanismo de seguridad del poder.

### Mundo de los Muertos
A partir de las experiencias de Nathan sabemos que los fantasmas existen en este universo, pero no sabemos mucho más. Estos espíritus visten y tienen el mismo aspecto que tenían en vida, aunque aparentemente no tienen poder alguno. Estos espíritus normalmente están atados a la Tierra por asuntos pendientes y no irán al otro lado hasta cumplirlos. Acerca del otro lado solo se sabe que Dios no existe, lo que quita bastante interés acerca del mismo.
Las personas resucitadas carecen por completo de recuerdos de ese lugar, aunque no se sabe si son precisamente esos recuerdos los que les obligan a llenar su vacío alimentándose de carne viva y extendiendo la epidemia.